# Kredenbach (Kreuztal)
Pour la municipalité de la Verbandsgemeinde Daun, voir Kradenbach.
Kredenbach est une ancienne commune de Rhénanie-du-Nord-Westphalie (Allemagne), située dans l'arrondissement de Siegen-Wittgenstein, dans le district d'Arnsberg.

## Histoire
Kredenbach a été créé à partir des deux communautés constitutives Lohe (date de la première mention: 8 mars 1319) et Kredenbach (date de la première mention: 27 octobre 1340) et du Wüstehof (date de la première mention: 1461).
Kredenbach et le Wüstehof appartenaient formellement au Kirchspiel Netphen et à partir de 1623 ils appartiennent à Ferndorf.
Grâce à la réforme municipale du 1er janvier 1969, elle fut incorporée à Kreuztal.
Auparavant, il appartenait à l'Amt Ferndorf.
Les anciens Loher Hütten- und Hammerwerke, mentionnés pour la première fois en 1489, étaient également connus en dehors du Siegerland. En 1834, l'un des premiers hauts fourneaux allemands à coke y fut mis en service.
Aujourd'hui, Kredenbach abrite l'industrie de transformation du fer de la fabrication d'outils.

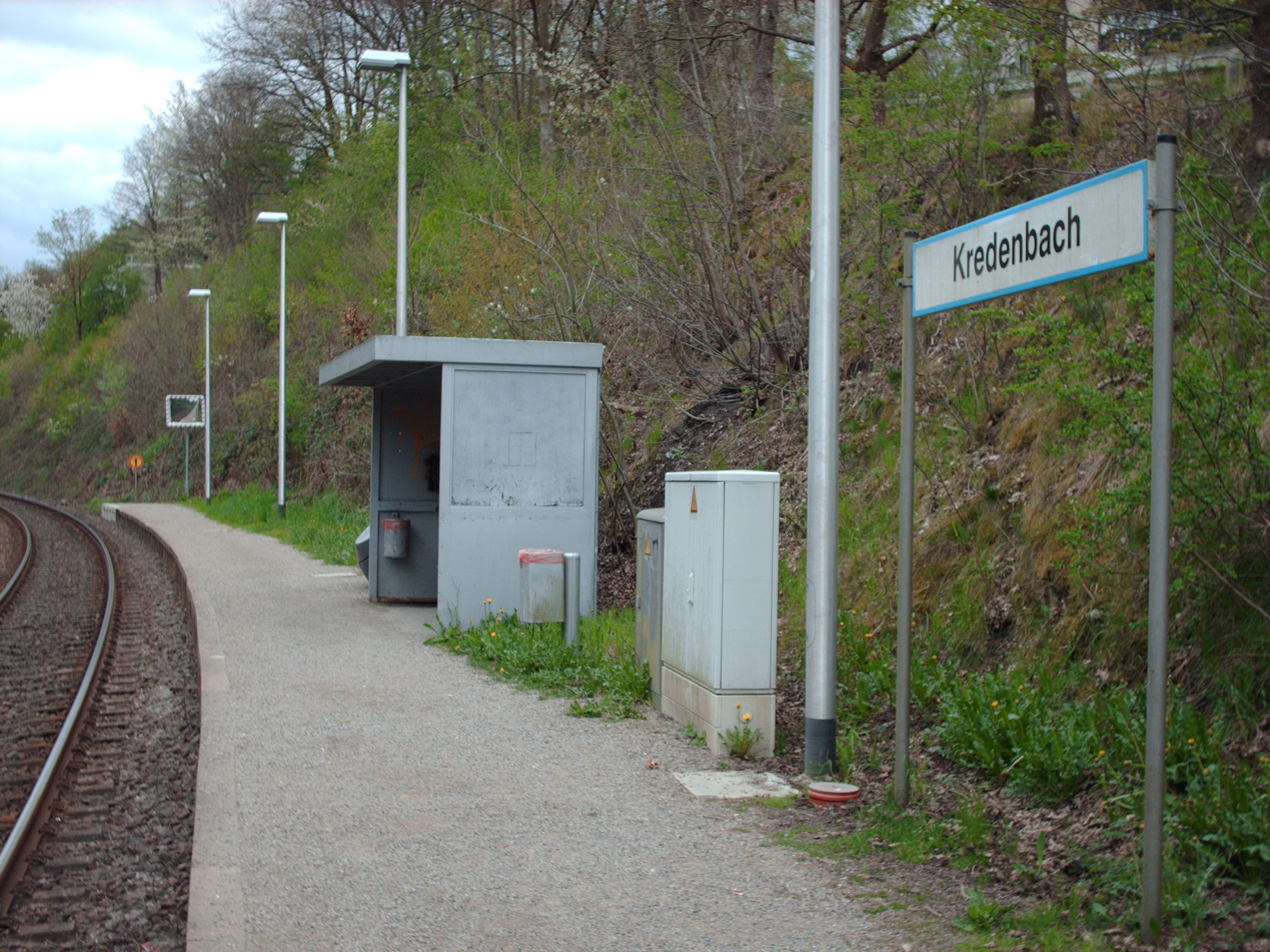
Gare de Kredenbach